# Jean Vidament
Pour les articles homonymes, voir Vidament.
Jean Vidament, né le 24 janvier 1944 à Paimpol (Côtes-d'Armor), est un coureur cycliste français. Professionnel de 1968 à 1972, il a notamment été équipier de Raymond Poulidor ou Joaquim Agostinho.

## Palmarès
- 1967
  - 2e du Ruban granitier breton

## Résultats sur les grands tours

### Tour de France
4 participations
- 1969 : 48e
- 1970 : abandon (7e étape)
- 1971 : 51e
- 1972 : abandon (3e étape)

### Tour d'Espagne
1 participation
- 1968 : abandon (12e étape)